# Sychnotylenchus ulma
Sychnotylenchus ulma är en rundmaskart. Sychnotylenchus ulma ingår i släktet Sychnotylenchus och familjen Tylenchidae. Inga underarter finns listade i Catalogue of Life.